# Jólnir

Mapa de la región volcánica, con las islas de Jólnir, Surtsey y Syrtlingur de izquierda a derecha.

El Jólnir es un volcán submarino en el sur de Islandia, cerca de la isla de Surtsey Está 41 metros por debajo del mar. Pertenece a la región de Suðurland. Se formó durante una erupción que duró diez meses y produjo una isla que en pocas semanas se sumergió por la erosión marina. Así, se formó un monte submarino.

## Geografía
Jólnir se encuentra al sur de Islandia, en el extremo meridional del archipiélago de las Islas Vestman, a 1 kilómetro al suroeste de la isla de Surtsey.
Es un volcán mongénico que formó un monte submarino tras la erosión de una isla temporal durante una erupción volcánica submarina. Tras elevarse hasta los 70 metros de altura y tener 0,28 kilómetro cuadrados, se erosionó por el oleaje, que redujo su altura a 41 metros bajo el nivel del mar tras unas cuatro décadas de su emersión.
Junto con Surtsey y Surtla y Syrtlingur, Jólnir pertenece al tapón marítimo de ese sitio inscrito desde 2008 en la lista del Patrimonio de la Humanidad de la Unesco.

## Historia
Los vulcanólogos observaron el 26 de diciembre de 1965 una columna eruptiva elevarse a 1 kilómetro al sudoeste de Surtsey. Dedujeron que se trataba de una erupción submarina.
La erupción originó una nueva isla, llamada Jólnir, uno de los nombres de Odín, el dios principal de la mitología nórdica. En agosto de 1966, cuando aún no se había erosionado, tuvo una laguna en su zona norte.
Tras el final de la erupción el 10 de agosto de 1966, el volcán no emitió más lava. Expuesta al oleaje, la isla se erosionó rápidamente, por lo que el 31 de octubre ya estaba bajo la superficie marina.